# Stiftskirche St. Juliana (Mosbach)

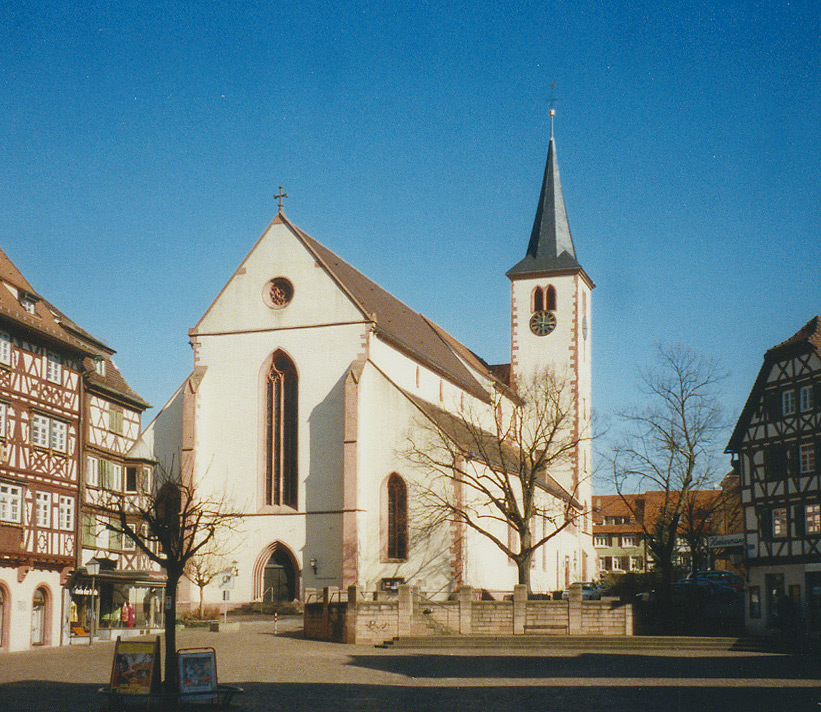
Stiftskirche St. Juliana

Die Stiftskirche St. Juliana ist eine Simultankirche in Mosbach im Neckar-Odenwald-Kreis. Der evangelische Teil wird als Stiftskirche, der katholische Teil als Kirche St. Juliana bezeichnet.

## Geschichte

### Vorgeschichte als Benediktinerkloster
Einer nicht unwahrscheinlichen, jedoch historisch auch nicht gesicherten These zufolge wurde das Monasterium Mosabach 736 vom Heiligen Pirminius als Teil des Bistums Konstanz gegründet. Das Benediktinerkloster wird jedenfalls im Jahr 825 erstmals urkundlich erwähnt. Von der fränkischen Zentralgewalt (den Karolingern) war vier Benediktinerklöstern die Aufgabe zugewiesen worden, das unbesiedelte Waldgebiet Odenwald zu erschließen: dem Kloster Lorsch von Westen her, dem Kloster Fulda von Norden, dem Kloster Amorbach von Osten und eben dem Kloster Mosbach von Süden. 976 wurde das bisher reichsunmittelbare Kloster Mosbach durch Kaiser Otto II. an das Hochstift Worms übergeben. Zwischen 1000 und 1025 wurde es von Bischof Burchard von Worms in ein Kollegiatstift umgewandelt. Die Kanoniker nutzten zunächst noch die alte Klosterkirche für den Gottesdienst.

### Kollegiatstift und Stiftskirche
Die älteste Urkunde, in der die Kirche erwähnt wurde, stammt von 1277. Bereits 1295 werden Ausbaupläne genannt. 1297 wurden Reliquienpartikel aus der Pfarrkirche in Neckarelz in die Mosbacher Klosterkirche gebracht. Ab 1370 wurde die Stiftskirche in mehreren Bauabschnitten durch das Kollegiatstift auf den Fundamenten der Klosterkirche errichtet. Der Chor stammt wohl noch aus dem späten 14. Jahrhundert. Von den ursprünglich zwei geplanten Türmen wurde nur der südliche errichtet. Die Kirche ist im gotischen Stil gebaut und war der heiligen Juliana geweiht. Das Langhaus entstand zur Zeit des Pfalzgrafen Ottos I. im frühen 15. Jahrhundert und wurde unter Otto II. 1468 zum heutigen Marktplatz hin verlängert, wobei die Kirche einen basilikalen Charakter erhielt. Im Innern trennte ein Lettner den allein den Stiftsherren vorbehaltenen Chor vom Langhaus.
Die Reformation wurde offiziell 1556 zunächst nach lutherischem Bekenntnis eingeführt. 1559 wechselte man zum reformierten Bekenntnis. Ab 1576 war die Stadt nochmals vorübergehend (bis 1583) lutherisch. Im Zuge der Reformation wurde 1564 das Stift aufgehoben. In Mosbach setzte sich das evangelisch-reformierte Bekenntnis durch. Das Vermögen des Stifts erhielt die reformierte Kirche, und es wurde unter die Verwaltung einer noch heute bestehenden Stiftsschaffnerei gestellt.
Nördlich der Kirche lag das Stiftsgebäude, das durch einen 1967 aufgefundenen unterirdischen Gang mit der Kirche verbunden war. Südwestlich an die Kirche schloss sich im Mittelalter noch der alte innerstädtische Friedhof an. Nachdem 1520 ein neuer Friedhof außerhalb der Stadtmauern bei der Gutleutanlage angelegt worden war, wurde der alte Friedhof zum Marktplatz, die einst auch auf dem Friedhof befindliche Cäcilienkirche wurde im Zuge der Reformation geschlossen und 1557/58 zum Mosbacher Rathaus umgebaut. Zwischen Stiftskirche und Marktplatz wurde die heute nicht mehr bestehende Stiftskelter erbaut, die in etwa den Raum der vom Marktplatz zur Stiftskirche führenden Treppenanlagen einnahm.

### Simultankirche
1685 erlaubte der katholische Kurfürst Johann Wilhelm die Religionsausübung aller drei im Reich anerkannten Konfessionen. Im Frieden von Rijswijk wurde nach dem Pfälzischen Erbfolgekrieg 1697 die gleichberechtigte Religionsausübung festgeschrieben. In der Kurpfalz wurde in allen Orten, die nur eine Kirche besaßen, deren gemeinsame Nutzung verordnet (Simultaneum). Da es aber wegen der einseitigen Bevorzugung der Katholiken weiterhin zu Konflikten kam, erließ der Kurfürst nach diplomatischem Druck Preußens, das als Fürsprecher der Reformierten auftrat, 1705 eine Religionsdeklaration. Sie sah vor, dass die bisherigen Simultankirchen in den Städten durch eine Mauer geteilt werden sollten.
In Mosbach war 1686, vor allem auf Bestreben des späteren Amtsschultheißen Johann Michael Speicher ein Franziskanerkloster gegründet worden. Die Patres hatten bis 1688 die katholische Pfarrseelsorge ausgeübt, dann kamen vom Bistum Würzburg entsandte Weltgeistliche zum Zuge. Bis zur Einführung des Simultaneums nutzte die katholische Gemeinde die Hauskapelle des Klosters, dann die Julianakirche gemeinsam mit der reformierten Gemeinde. 1698 wurde zwar auch eine Klosterkirche fertiggestellt, diese blieb jedoch den Franziskanern vorbehalten, so dass die Julianakirche weiterhin simultan genutzt und infolge der Deklaration 1708 aufgeteilt wurde. Der Chor der Stiftskirche wurde an die Katholiken vergeben und von dem den Reformierten vorbehaltenen Langhaus durch eine Mauer abgetrennt. Die Reformierten erhielten außerdem den auf katholischer Seite liegenden Turm mit Glocken von 1580. Die Glocken wurden und werden allerdings auch zu katholischen Gottesdiensten geläutet. Zu Streitigkeiten bei der Trennung kam es wegen der Orgel. Das Instrument befand sich auf evangelischer Seite, der Blasebalg auf der katholischen. Nach Beilegung des Streits baute man auf evangelischer Seite im 19. Jahrhundert den Lettner zur Orgelempore aus. Auch der südöstlich an die Kirche anschließende Stiftshof wurde unter den Konfessionen aufgeteilt.
Während in den meisten anderen Simultankirchen die Mauer in der Zwischenzeit entfernt wurde, besteht sie in der Stiftskirche bis heute. Zum 300. Jahrestag der Trennung wurde 2007 zwischen der evangelischen und der katholischen Gemeinde eine Öffnung der Trennmauer vereinbart. Die Mauer wurde durchbrochen und Türen sowie einige Stufen eingebaut, die jetzt den evangelischen Teil mit dem etwas höher gelegenen katholischen Teil verbinden. Am 27. Juli 2008 wurden die Türen zwischen den beiden Kirchenteilen erstmals geöffnet.
Die Stiftskirche ist heute Hauptkirche der evangelischen Kirchengemeinde Mosbach. Die Kirche St. Juliana ist Filialkirche der katholischen Pfarrgemeinde St. Cäcilia Mosbach.

## Ausstattung
Der katholische Kirchenteil St. Juliana besteht aus dem aus Westen um Seitenkapellen erweiterten alten gotischen Chorteil der Kirche. Dieser ist in vier Joche untergliedert, an die sich nach Osten ein Kreuzgewölbe anschließt. Im Chor befindet sich ein Barockaltar von 1732, außerdem die Grabplatte von Pfalzgräfin Johanna. Zu den weiteren Kunstschätzen des katholischen Teils zählen auch eine reich geschmückte Kanzel sowie Barockaltäre und historischer Bildschmuck in den Seitenkapellen.

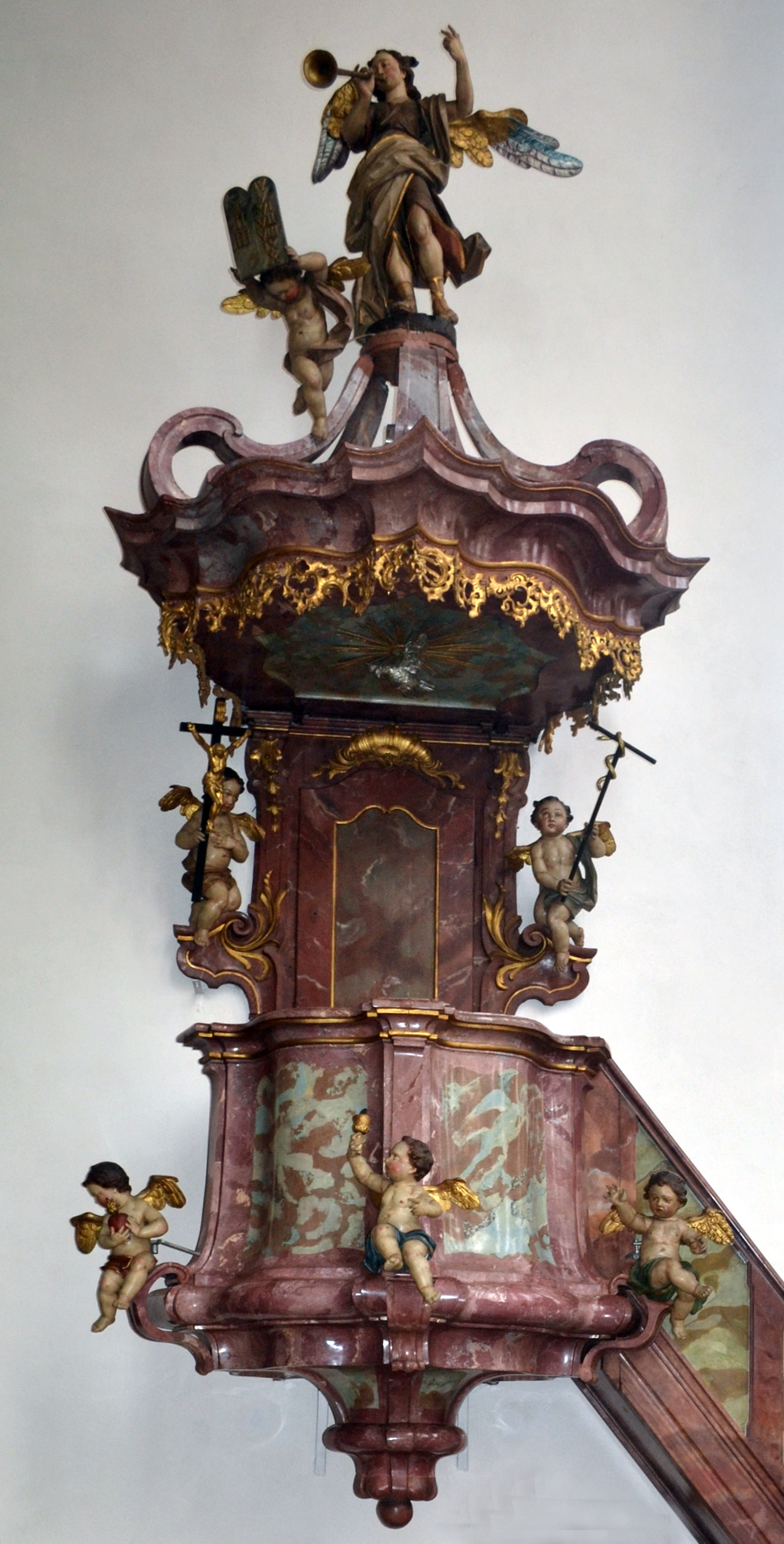
Spätbarocke Kanzel in der Stiftskirche St. Juliana
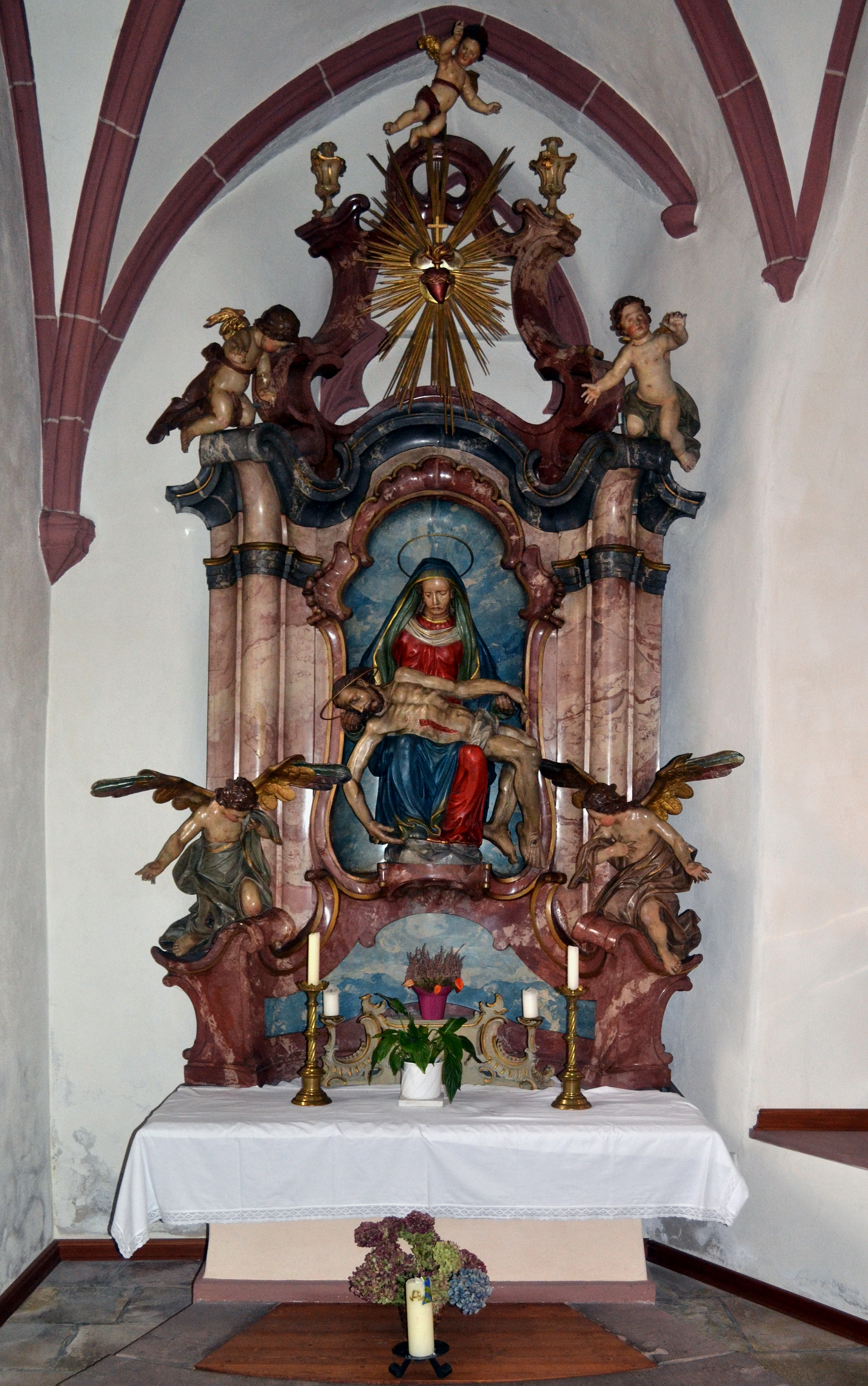
Spätbarocker Marienaltar in der Stiftskirche St. Juliana zu Mosbach
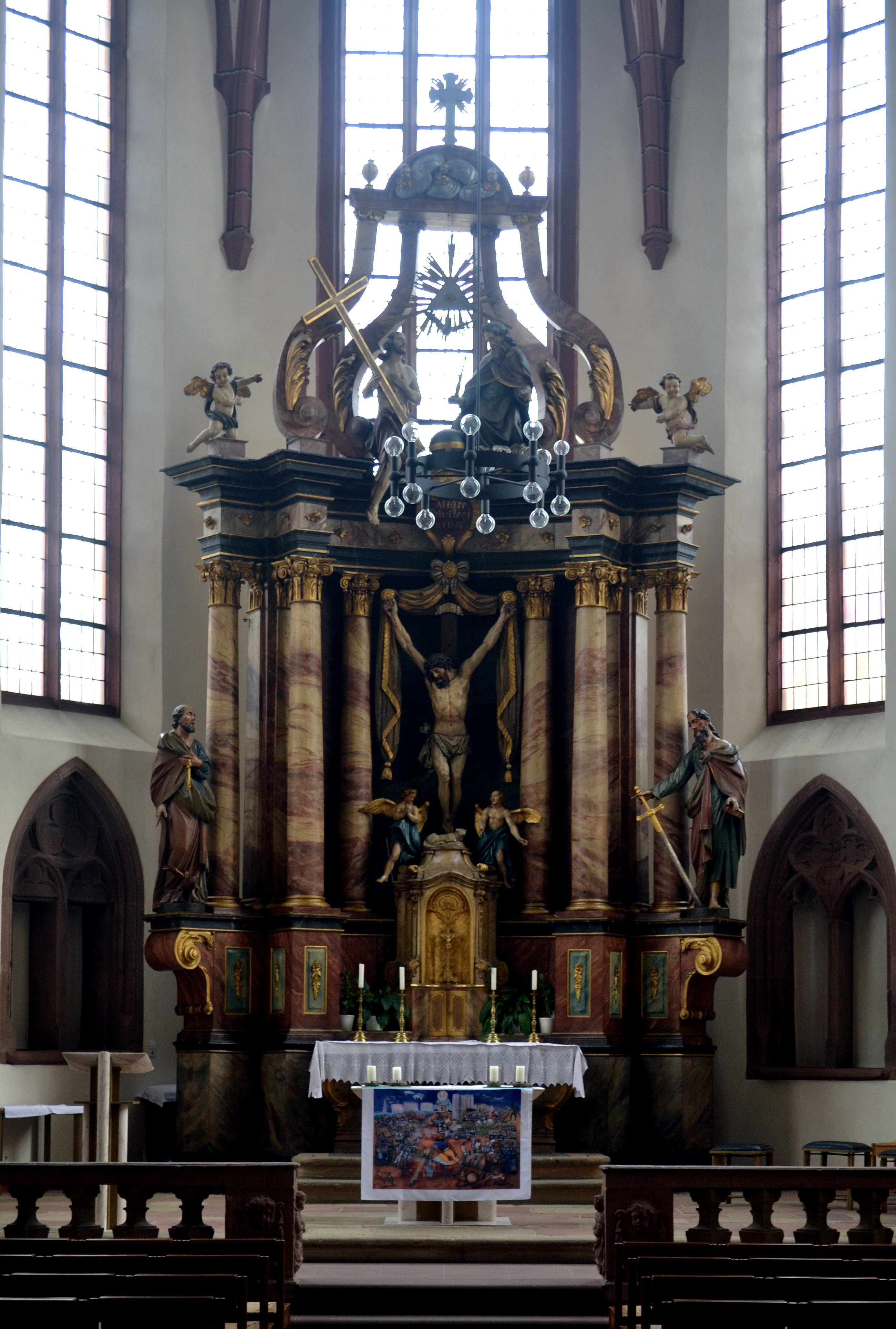
Hochaltar in der Stiftskirche St. Juliana zu Mosbach
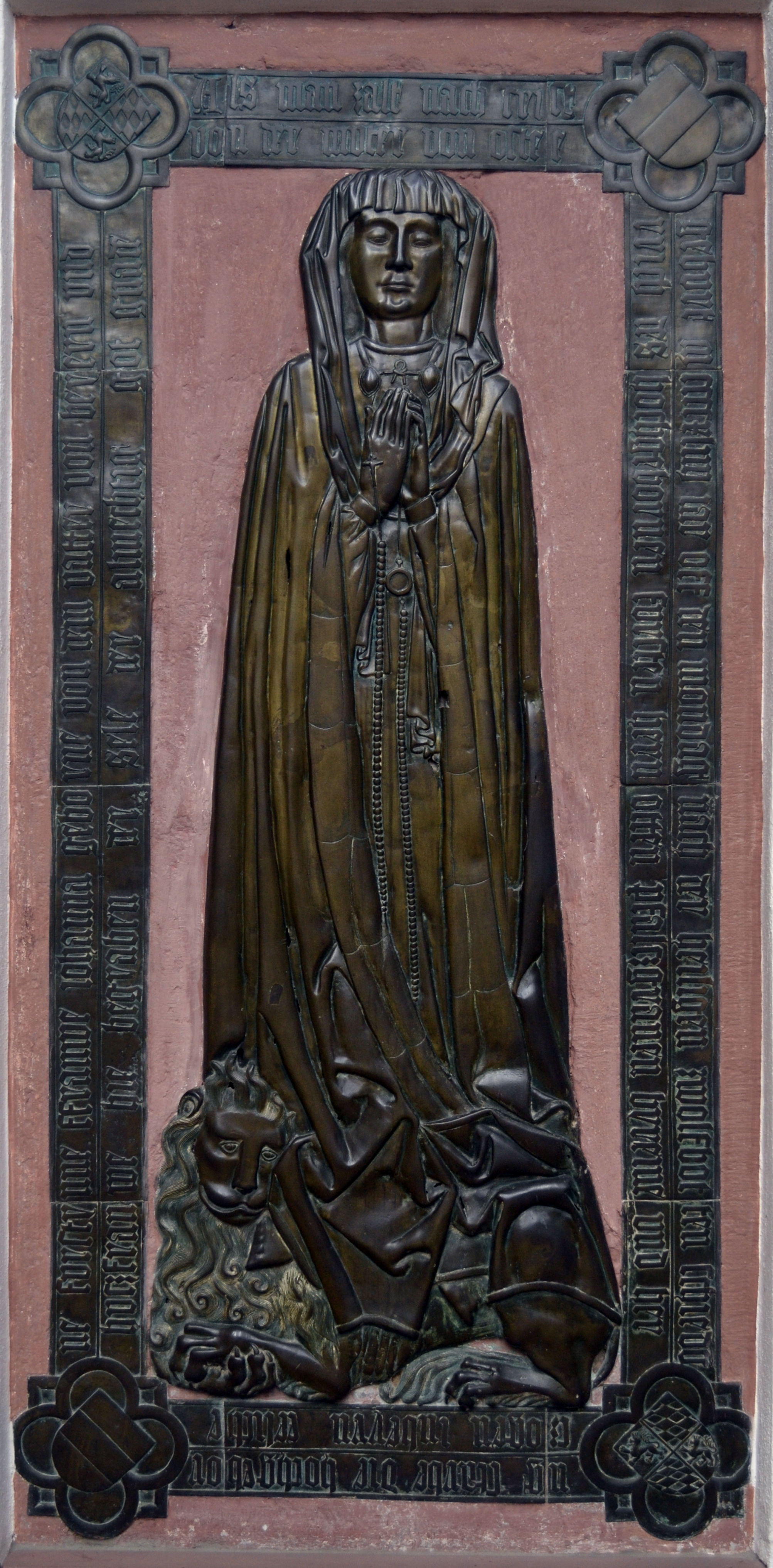
Epitaph der Pfalzgräfin Johanna von Bayern (1413–1444) in der Kirche St. Juliana zu Mosbach
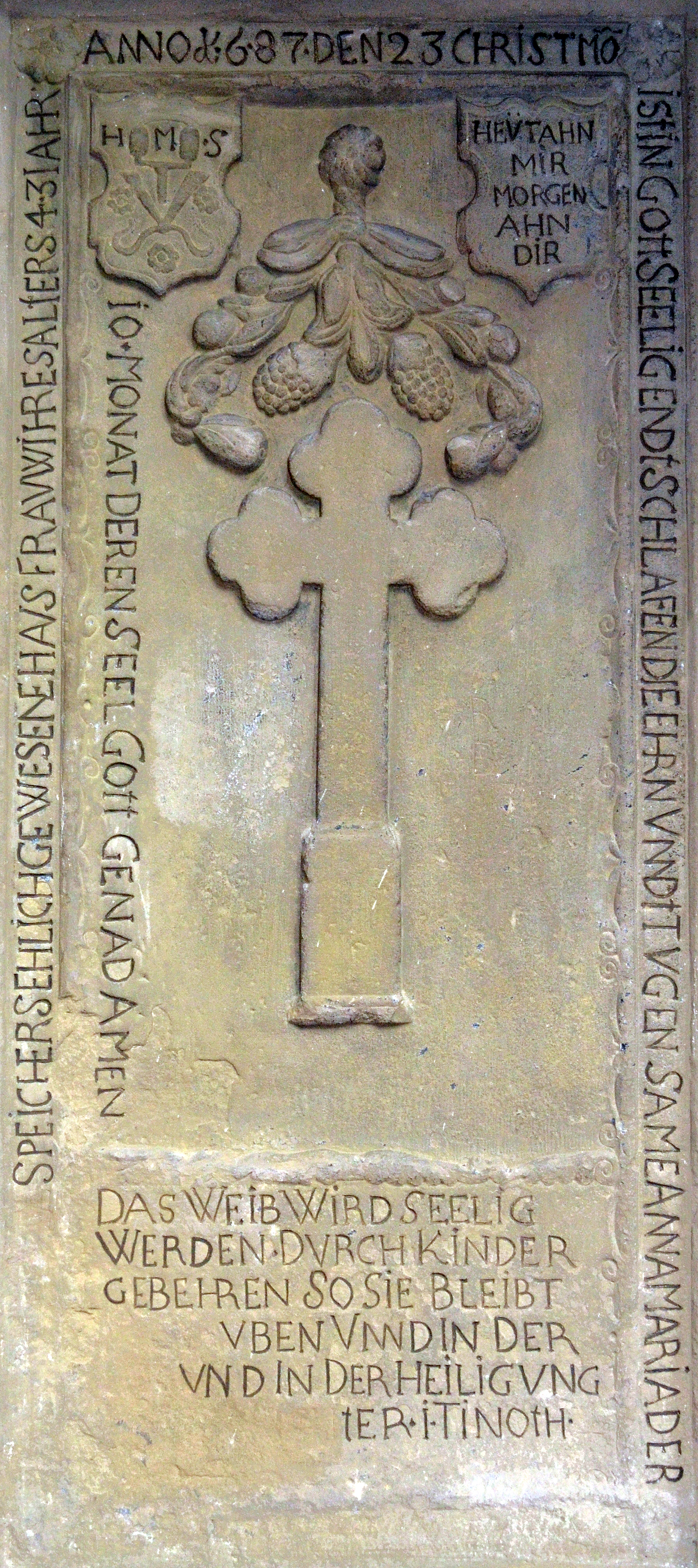
Epitaph Speicher (1644–1687) in der Stiftskirche St. Juliana zu Mosbachl

Der evangelische Teil wird von dem dreischiffigen Langhaus von 1468 sowie dem Kirchturm gebildet. Das Mittelschiff wird von vier querrechteckigen Jochen überspannt. Architektonisch wertvoll sind im evangelischen Teil insbesondere der Lettner sowie die steinerne gotische Kanzel aus dem Jahr 1468, deren vorderes Bildfeld das Schweißtuch der Veronika zeigt. Die Inschriften weisen auf das Weihedatum hin: Himmelfahrtstag (26. Mai) 1468, daneben das pfalzgräfliche Wappen. Verschiedene bei Renovierungen aufgefundene historische Grabplatten sind im Kirchenraum aufgestellt.
Der „evangelische“ Turm schließt seitlich nach Südosten an den „katholischen“ Chorteil an. Aufgrund der Fundamentsituation auf der Nordseite des Chors geht man davon aus, dass ein zweiter Turm zumindest auch einst in Planung war.
1958 wurden Fresken im Langhaus freigelegt und restauriert. Ein Fresko an der Nordwand zeigt die Aussendung der Jünger, wobei Christus und neun der zwölf ihn umgebenden Jünger erhalten blieben. Der Taufbefehl sowie Teile des Glaubensbekenntnisses sind in deutscher Sprache geschrieben, in der damaligen Zeit eine große Seltenheit. Unter dieser Szene hat sich noch eine Madonna im Strahlenkranz erhalten. Ein weiteres Fresko an der Nordwand, wohl eine einst umfangreiche Bildfolge zur Lebensgeschichte Jesu, ist nur noch fragmentarisch erhalten. Darunter befindet sich die Darstellung eines Stifterpaares mit fünf Kindern. An der Südwand befinden sich ein großes Fresko mit der Kreuztragung Jesu und eine kleinere Kreuzigungsszene.

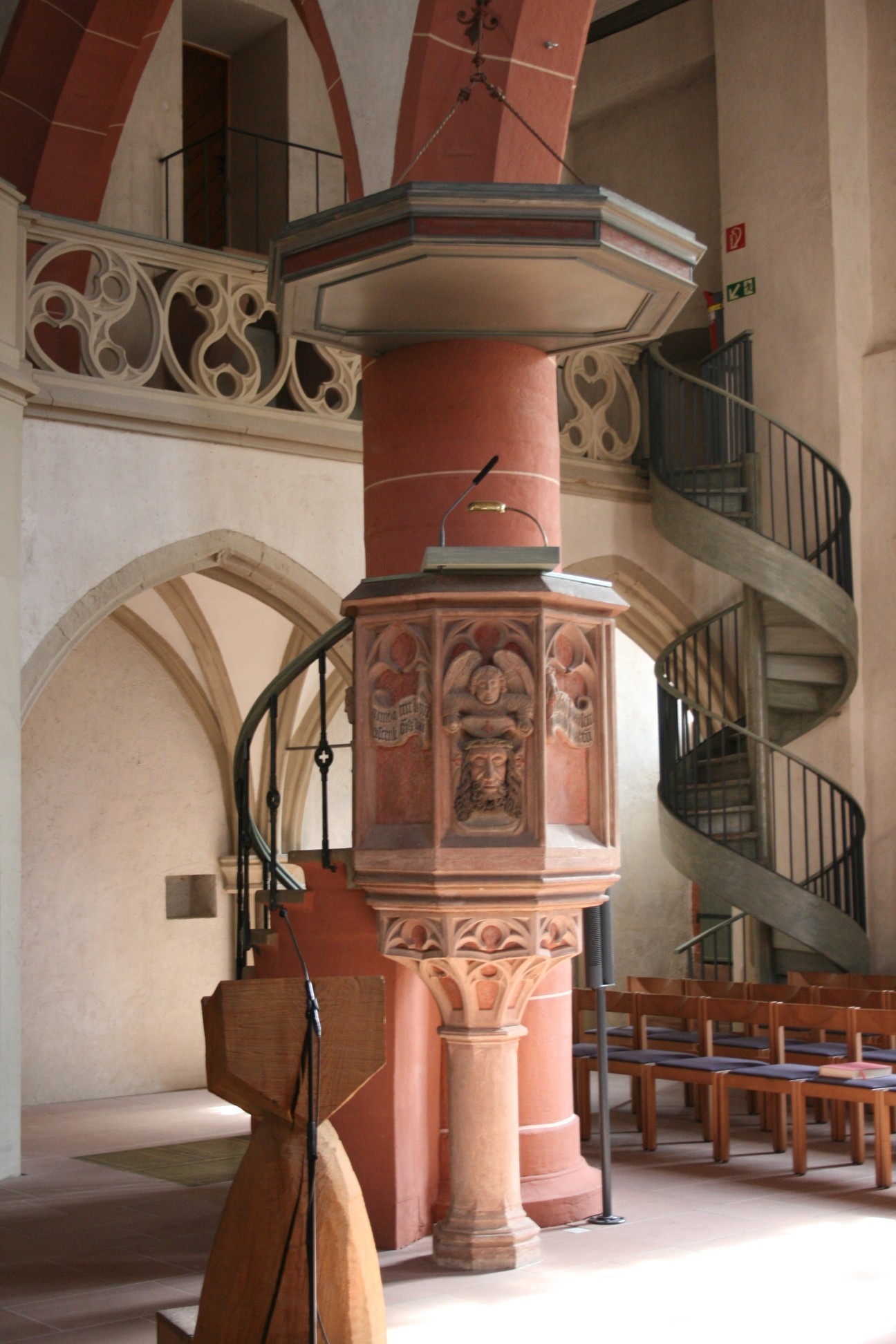
Gotische Kanzel

## Orgeln
Sowohl im evangelischen wie auch im katholischen Teil der Kirche steht eine Orgel.

### Stiftskirche

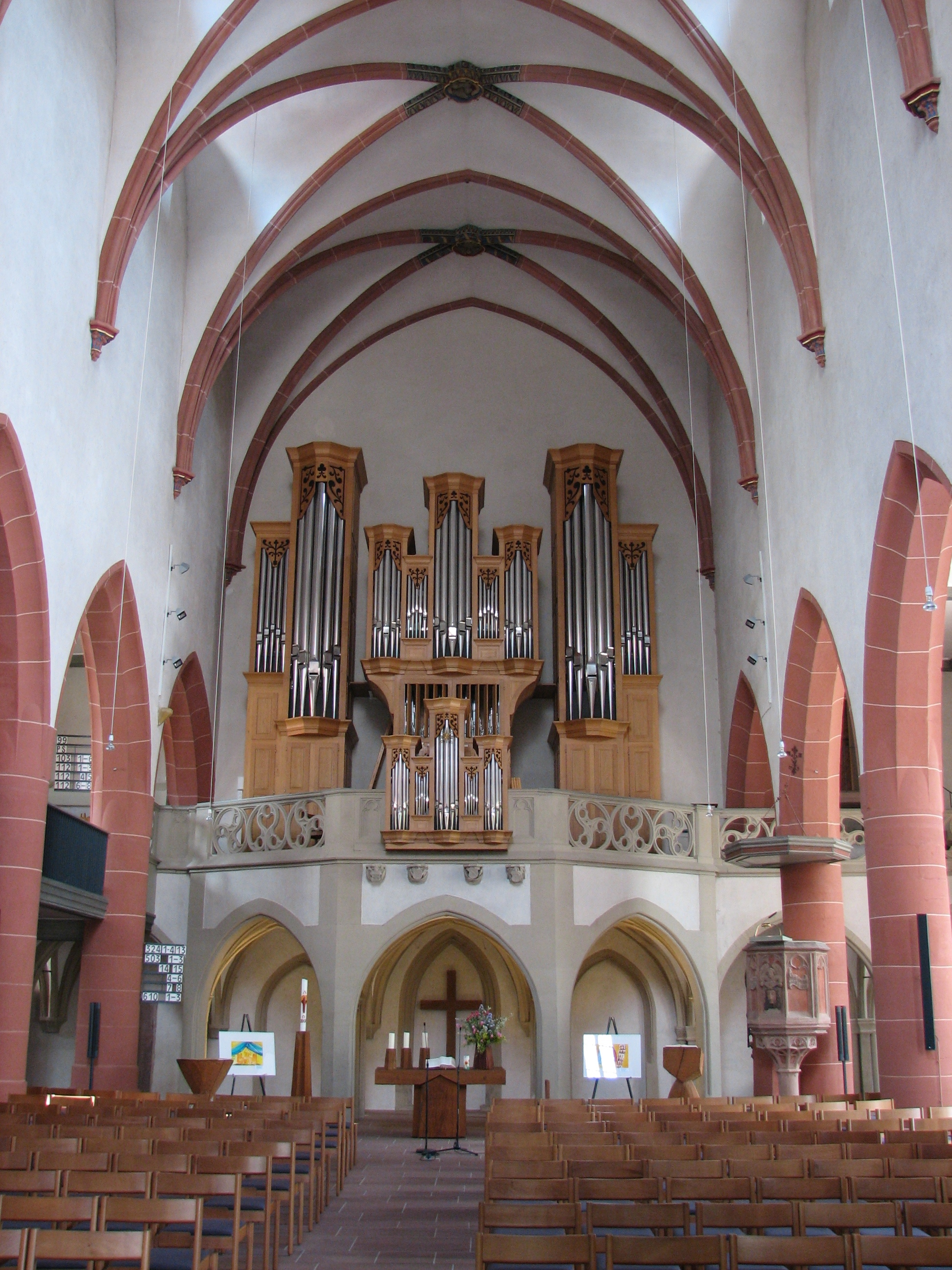
Orgel der Stiftskirche

In der evangelischen Stiftskirche befindet sich ein großes Instrument auf der Empore über dem Altar. Es verfügt über 43 Register auf drei Manualen und Pedal. Die Orgel wurde 1983 von der Manufaktur Orgelbau Friedrich Weigle erbaut.
| I Rückpositiv C–g3 |       |
| Holzgedeckt        | 8'    |
| Quintadena         | 8'    |
| Prinzipal          | 4'    |
| Rohrflöte          | 4'    |
| Doublette          | 2'    |
| Sifflöte           | 1'    |
| Sesquialter II     | 2 ⁄3' |
| Scharff V          | 2⁄3'  |
| Cromorne           | 8'    |
| Tremulant          |       |
| Zimbelstern        |       |

| II Hauptwerk C–g3 |         |
| Pommer            | 16'     |
| Prinzipal         | 08'     |
| Rohrgedeckt       | 08'     |
| Harfpfeife        | 08'     |
| Oktave            | 04'     |
| Spitzflöte        | 04'     |
| Quinte            | 02 ⁄3'  |
| Superoktave       | 02'     |
| Terz              | 01 3⁄5' |
| Mixtur IV         | 01 ⁄3'  |
| Zimbel III        | 01⁄2'   |
| Trompete          | 08'     |

| III Schwellwerk C–g3 |         |
| Hohlflöte            | 08'     |
| Salizional           | 08'     |
| Bifara               | 08'     |
| Prinzipal            | 04'     |
| Traversflöte         | 04'     |
| Nasat                | 02 ⁄3'  |
| Blockflöte           | 02'     |
| Spitzquinte          | 01 ⁄3'  |
| Terzsept II          | 01 3⁄5' |
| Plein Jeu V          | 02'     |
| Dulzian              | 16'     |
| Oboe                 | 08'     |
| Tremulant            |         |

| Pedaltwerk C–f3 |        |
| Principal       | 16'    |
| Subbaß          | 16'    |
| Stillgedeckt    | 16'    |
| Oktavbaß        | 08'    |
| Gemsbaß         | 08'    |
| Choralbaß       | 04'    |
| Hintersatz IV   | 02 ⁄3' |
| Posaune         | 16'    |
| Trompete        | 08'    |
| Zink            | 04'    |

### St. Juliana
Auf katholischer Seite steht die Orgel ebenfalls auf einer Empore, die sich aber im hinteren Teil des Kirchenraums befindet. Die Orgel wurde 1892 von der Orgelfirma G. F. Steinmeyer & Co. errichtet. Sie verfügt über 27 Register auf zwei Manualen und Pedal. 2001/02 wurde das romantische Instrument gereinigt und generalüberholt.
| I Hauptwerk C–f3 |        |
| Bourdon          | 16'    |
| Principal        | 08'    |
| Tibia            | 08'    |
| Gedeckt          | 08'    |
| Gemshorn         | 08'    |
| Gamba            | 08'    |
| Dolce            | 08'    |
| Octav            | 04'    |
| Flöte            | 04'    |
| Octav            | 02'    |
| Mixtur           | 02 ⁄3' |
| Trompete         | 08'    |

| II Schwellwerk C–f3 |    |
| Geigenprincipal     | 8' |
| Lieblich Gedeckt    | 8' |
| Salicional          | 8' |
| Aeoline             | 8' |
| Vox coelestis       | 8' |
| Fugara              | 4' |
| Traversflöte        | 4' |
| Flautino            | 2' |
| Clarinette          | 8' |

| Pedal C–d1  |     |
| Violon      | 16' |
| Subbass     | 16' |
| Octavbass   | 08' |
| Violoncello | 08' |
| Flötbass    | 08' |
| Posaune     | 16' |

## Glocken
Ein fünfstimmiges Glockengeläut im Kirchturm der Stiftskirche steht beiden Konfessionen zur Verfügung. Es wurde 1964 und 1965 von der Glockengießerei Bachert in Bronze gegossen.
| Glocke | Gussjahr | Schlagton | Inschrift                                                              |
| ------ | -------- | --------- | ---------------------------------------------------------------------- |
| 1      | 1965     | cis′ -3   | „Christus ist unser Friede“                                            |
| 2      | 1964     | e′ -3     | „Johannes // Siehe, ich stehe vor der Tür und klopfe an“               |
| 3      | 1965     | fis′ -3   | „Ich bin bei euch alle Tage bis an der Welt Ende“                      |
| 4      | 1964     | gis′ -3   | „Lukas // Seid gleich den Menschen, die auf ihren Herrn warten“        |
| 5      | 1964     | h′ -3     | „Markus // Die Zeit ist erfüllet, das Reich Gottes ist herbeigekommen“ |